# Engelmunduskerk (Velsen-Zuid)
De Engelmunduskerk is de dorpskerk van Velsen-Zuid vernoemd naar Engelmundus. De kerk is gebouwd in de romaanse stijl en stamt uit de 10e of 11e eeuw. 
De kerk staat geklasseerd als Rijksmonument.